# Mordellistena berbera
Mordellistena berbera es una especie de coleóptero de la familia Mordellidae.

## Distribución geográfica
Habita en Argelia.